# ديفيد ويلينغتون (مؤلف)
ديفيد ويلينغتون (بالإنجليزية: David Wellington)‏ (23 أبريل 1971، بيتسبرغ في الولايات المتحدة)؛ كاتب وروائي أمريكي.

## روابط خارجية
- ديفيد ويلينغتون على موقع ميوزك برينز (الإنجليزية)